# 우주의 음악
우주의 음악(宇宙- 音樂, musica universalis 또는 music of the spheres)은 태양과 달 그리고 행성들과 같은 천체의 이동에 있어서의 조화를 음악의 한 형태로 여기는 고대의 철학적 개념이다. 여기서의 '음악'은 일반적으로 들리는 것은 아니지만, 고조파나 수학 또는 종교의 개념이다. 이러한 개념은 르네상스 시대가 끝날 때까지 계속해서 사상가들의 관심을 끌었으며, 인본주의자들을 포함하여 많은 분야의 학자들에게 영향을 주었다. 과학적으로 설명이 가능한 현상으로는 궤도 공명이 있다.

## 역사

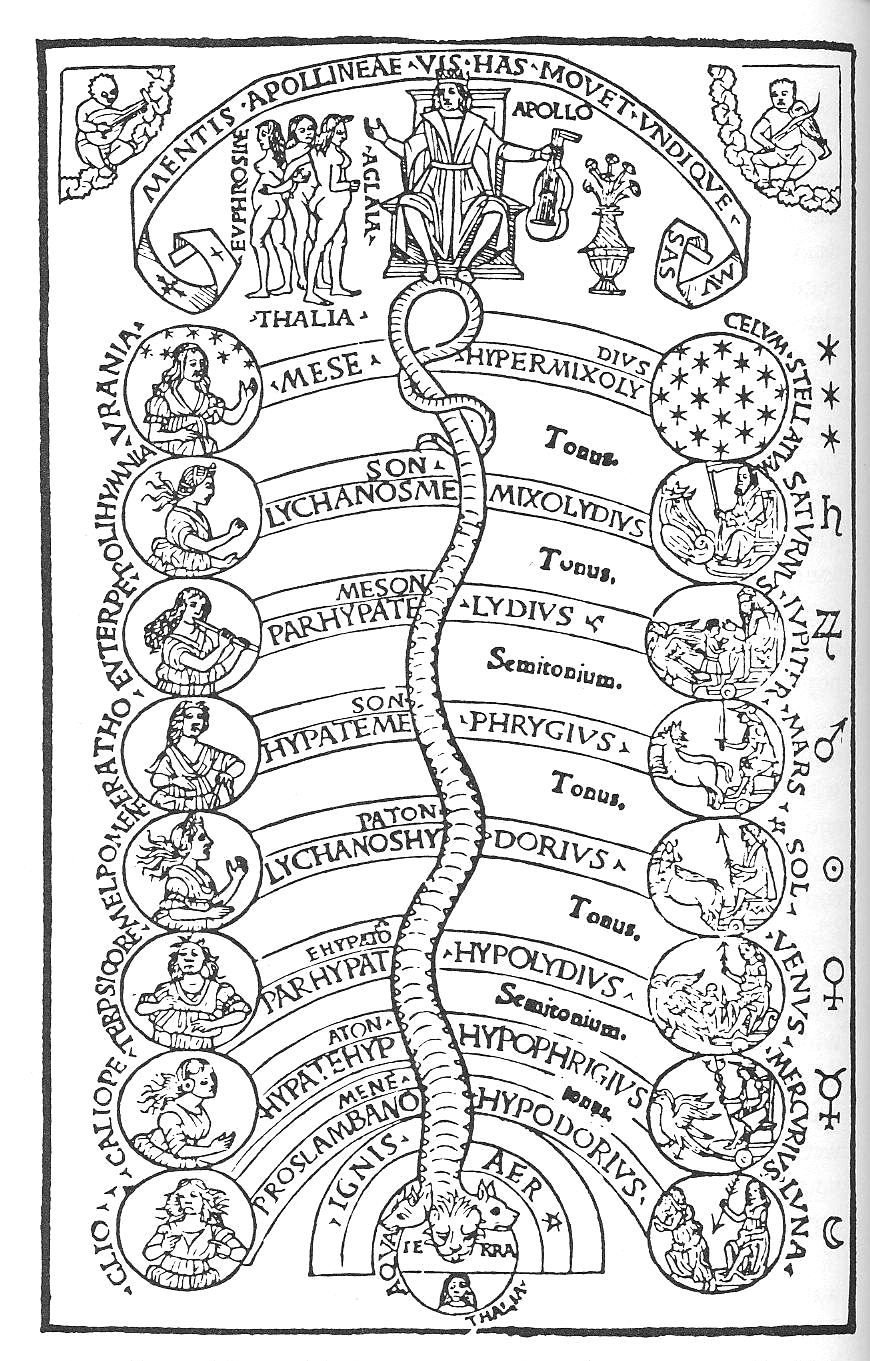
아폴로와 무세들, 행성구들 그리고 음악적 비율을 보여주는 르네상스 이탈리아의 판화.

천구들의 즉 우주의 음악은 조화된 양식 안에서 모두 연결된 수학적 관계가 수치와 시각적 각도, 구체 그리고 소리로 나타나는 힘의 음질이나 '음조'를 표현하는 형이상학적 원리를 통합한다. 피타고라스가 음표의 높이는 그 소리를 내는 현의 길이에 비례하며, 화음의 진동수 사이의 간격은 단순한 수치 비율로 구성된다는 것을 처음 인정했다. 천구들의 조화로 알려진 한 이론에서, 피타고라스는 태양과 달 그리고 행성들은 모두 그것들마다의 궤도 공전에 기초하는 고유의 소리를 발하며, 지구에서의 삶의 질은 물리적으로 인간의 귀로는 들을 수 없는 천체 소리의 대의를 반영한다고 했다. 그에 이어서, 플라톤은 천문학과 음악을 감각 인지의 "쌍둥이" 학문으로 묘사했다.: 천문학은 눈으로 보고, 음악은 귀로 듣는데, 둘은 모두 수학적 비례에 대한 지식을 요한다.

## 밀교적 기독교
중세의 무시카(musica, 음악)에 대한 개념의 세 가지 갈래는 보이티우스 그의 저서 《음악론(De Musica)》에서 표현되었다.:
- 세상의 음악(musica mundana) 또는 우주의 음악
- 인간의 음악(musica humana): 사람의 몸 내면의 음악.
- 악기의 음악(musica quae in quibusdam constituta est instrumentis): 가수와 연주자에 의해 만들어지는 소리.

막스 하인델의 장미십자회 저서들에 따르면, 하늘의 "구(球)들의 음악"은 조화의 대양인 정신계의 하위 영역 즉 실체적 사고의 영역에서 들린다고 한다.
밀교적 기독교에서 그 영역은 "두 번째 하늘"로 알려진 의식 상태가 존재하는 곳으로도 언급된다.

## 같이 보기
- 밀교 우주론
- 샤브다
- 성진학
- 신성 기하학
- 일현금
- 창조의 빛
- 티티우스-보데의 법칙

## 참고 문헌
- Davis, Henry, 1901. 《The Republic The Statesman of Plato》. London: M. W. Dunne 1901; Nabu Press reprint, 2010. ISBN 978-1-146-97972-6. |isbn= 값 확인 필요: invalid character (도움말).
- Hackett, Jeremiah, 1997. 《Roger Bacon and the sciences: commemorative essays》. Brill. ISBN 978-90-04-10015-2. |isbn= 값 확인 필요: invalid character (도움말).
- Kepler, Johannes, 1619. 《The Harmony of the World》. translated by E.J. Aiton, A.M. Duncan and J.V. Field (1997). Philadelphia: American Philosophical Society. ISBN 0-87169-209-0. |isbn= 값 확인 필요: invalid character (도움말).
- Pliny the Elder, 77AD. 《Natural History》. books I-II, translated by H. Rackham (1938). Harvard University Press. ISBN 0-674-99364-0. |isbn= 값 확인 필요: invalid character (도움말).
- Smith, Mark A., 2006. 《Ptolemy's theory of visual perception: an English translation of the Optics》. Philadelphia: American Philosophical Society. ISBN 978-0-87169-862-9. |isbn= 값 확인 필요: invalid character (도움말).
- Soanes, Catherine, (ed.) 2006. 《The Oxford Dictionary of English 2nd ed. Oxford University Press: Oxford》. ISBN 3-411-02144-6. |isbn= 값 확인 필요: invalid character (도움말). |title=에 외부 링크가 있음 (도움말)
- Weiss, Piero and Taruskin, Richard, 2008 (2008). 《Music in the Western World: a history in documents》. Cengage Learning. ISBN 978-0-534-58599-0. |isbn= 값 확인 필요: invalid character (도움말).

## 추가 문헌
- Paul, Calter. “Pythagoras & Music of the Spheres”. 《Geometry in Art & Architecture》. Dartmouth College. 2021년 1월 25일에 원본 문서에서 보존된 문서. 2013년 4월 22일에 확인함.
- David, Plant. “Johannes Kepler & the Music of the Spheres”. 《Skyscript.co.uk》. 2012년 5월 12일에 원본 문서에서 보존된 문서. 2013년 4월 22일에 확인함.